# Pekka Himanen
Pekka Himanen (Hèlsinki, 19 de novembre de 1973) és un filòsof finlandès, doctor per la Universitat de Hèlsinki.
Ha treballat com a investigador a Finlàndia i Anglaterra i a les universitats nord-americanes de Stanford i Berkeley. Ha actuat com a assessor en temes sobre la societat de la informació en els diferents governs finlandesos, i en companyies com Nokia. En la seva obra més difosa, L'ètica del hacker i l'esperit de l'era de la informació, els fonaments i conseqüències de l'ètica hacker. També és autor de L'Estat del benestar i la societat de la informació: El model finlandès (2002), obra que comparteix en autoria amb Manuel Castells. En aquest llibre, Castells i Himanen analitzen el cas de Finlàndia, com a exemple reeixit d'inserció en un món globalitzat de la mà del desenvolupament de la societat de la informació, mantenint el contracte social entre l'estat i la societat amb la seva població i una distribució d'aquests beneficis de forma bastant homogènia. Així doncs, demostren com, en contraposició als Estats Units, la globalització de la seva economia no es tradueix en una desigualtat social que es reflecteix en l'augment de la marginalitat dels individus més desprotegits per l'estat. A la metamorfosi finlandesa, es demostren com a elements clau, la identitat ciutadana finlandesa reforçada pel informacionalisme, l'habilitat de l'estat per conjugar el desenvolupament d'aquesta identitat mitjançant la promoció de la societat de la informació i les seves sinergies amb els sectors privats i públics així com aquests últims.